# УБ-2000Ф «Чайка»
УБ-2000Ф «Чайка» — советская управляемая авиационная бомба, разработанная в начале 1950-х. Предназначалась для поражения наземных объектов с большой высоты. Успешно прошла испытания, но ввиду общих недостатков принципа ручного радиокомандного наведения визуально наблюдаемой свободнопадающей авиабомбы на вооружение принята не была.

## История
После того как стало ясно, что самонаводящаяся инфракрасная авиационная бомба СНАБ-3000 «Краб» представляет собой слишком сложный технически проект и не может быть быстро доведена до практического воплощения, военные СССР начали работу над более простыми вариантами управляемых бомб. Альтернативой самонаведению представлялось визуальное радиокомандное наведение, при котором управление бомбой осуществлялось с борта самолёта-носителя, а полёт бомбы отслеживался визуально.
Подобное техническое решение было значительно более лёгким в реализации.
В 1951 году, была утверждена разработка двух радиоуправляемых авиабомб: двухтонной УБ-2000Ф «Чайка» и пятитонной УБ-5000Ф «Кондор». Также, были начаты работы над двухтонной бронебойной бомбой УФ-2000Б, предназначенной для поражения кораблей, но далеко не продвинулись. Бомбы УБ-2000Ф предназначались для применения с борта бомбардировщиков Ил-28, бомбы УБ-5000Ф — с борта Ту-16.

## Конструкция
В качестве образца для новой серии управляемых авиабомб была выбрана (как и для «Краба») трофейная немецкая FX-1400. Тем не менее, после тщательной переработки проекта, от немецкой бомбы, фактически, в проекте осталось только X-образное расположение крыльев и управление с помощью интерцепторов. В отличие от немецкой бомбы, советская «Чайка» имела треугольные крылья с высокой стреловидностью, что улучшало аэродинамику бомбы.
Наведение бомбы осуществлялось радиокомандным методом, оператором с борта самолёта-носителя. Установленные на задних кромках интерцепторы работали в дискретном режиме («да-нет»), синхронизируясь с работой интерцепторов на двухкилевом хвостовом оперении.
Для визуального контроля оператором полёта авиабомбы, в её хвостовой части устанавливались красные сигнальные трассёры яркостью 500000 свечей с временем работы 83 секунды.
Управление бомбой осуществлялось кодированными командами по единственному радиоканалу. Ещё два канала, работающие синхронно, служили для дезинформации средств РЭБ противника. Оператор должен был удерживать бомбу на линии «самолёт-цель», управляя ею с помощью рукоятки.
Так как бомбу предполагалось сбрасывать с большой высоты, то фактически, её наведение разделялось на две стадии:
- На первой, оператор при помощи ручного манипулятора джойстикового типа старался совместить наблюдаемые огни трассёров «Чайки» с подвижным индексом, перемещаемым по заранее выработанной временной программе в поле зрения прицела 0ПБ-2УП.
- На второй, оператор наводил бомбу ориентируясь на линию «самолёт-цель». Так как бомбардировщик к этому времени уже перелетал цель, наведение велось в задней полусфере.

В результате, траектория полёта бомбы была довольно сложной: при полёте носителя на высоте 7 км она сбрасывалась на удалении 2,6 км от цели, пролетала вперёд более 4 км, а затем возвращалась к цели, поражала её к тому моменту, когда самолёт уже уходил на 5 км от объекта бомбометания. При этом наклонная дальность от самолёта до цели увеличивалась до 9 км.

## Закрытие проекта
Бомбы УБ-2000Ф «Чайка» были испытаны в 1953—1954 годах и показали удовлетворительные результаты. Было продемонстрировано, что для поражения цели диаметром 30-70 метров необходимо сбросить всего 2-3 управляемые бомбы (обычных бомб для того же потребовалось бы более 200). В 1955 году бомба была официально принята на вооружение и начался выпуск опытной партии из 120 бомб и переоборудование 12 Ил-28 в их носители.
В то же время, ряд проблем оставался нерешённым. Главной из них было устаревание самого принципа наведения сбрасываемой с большой высоты бомбы. Визуальное наблюдение за бомбой с борта быстро летящего Ил-28 было возможно, фактически, только при очень высокой прозрачности атмосферы. Кроме того, все время полёта бомбы, бомбардировщик должен был оставаться на прямом курсе и был очень уязвим для зенитной артиллерии.
Конструкторы предложили несколько модификаций бомбы. Так, проект «Чайка-2» предусматривал установку на бомбу инфракрасной головки самонаведения 01-54, заимствованной от проекта «Краб». Такая бомба должна была после сброса с самолёта лететь сначала по запрограммированной траектории, а затем переходить на наведение с помощью инфракрасной ГСН. Но эксперименты со СНАБ-3000 «Краб» выявили низкую чувствительность ГСН 01-54 и эти работы были прекращены.
Также существовал проект оснащения бомбы пассивной радиолокационной ГСН ПРГ-10В, предназначенной для поражения РЛС противника.

## Модификации
- УБ-2000Ф «Чайка» — базовая версия с радиокомандным наведением. 120 бомб выпущено, на службе с 1956 по 1957.[2]
- УБ-2000Б — версия бомбы с бронебойной боевой частью для поражения кораблей. Работы прекращены в 1953 году.
- УБ-2000Ф «Чайка-2» — версия самонаводящейся бомбы с ИК ГСН 01-54. Предназначалась для поражения крупных промышленных объектов. Не завершена.
- УБ-2000Ф «Чайка-3» — версия самонаводящейся бомбы с пассивной РЛ ГСН ПРГ-10В для поражения радаров.